# Johannes Gijsbertus Bastiaans
Johannes Gijsbertus Bastiaans (Wilp, 31 oktober 1812 - Haarlem, 16 februari 1875) was een Nederlandse organist, componist en muziektheoreticus.

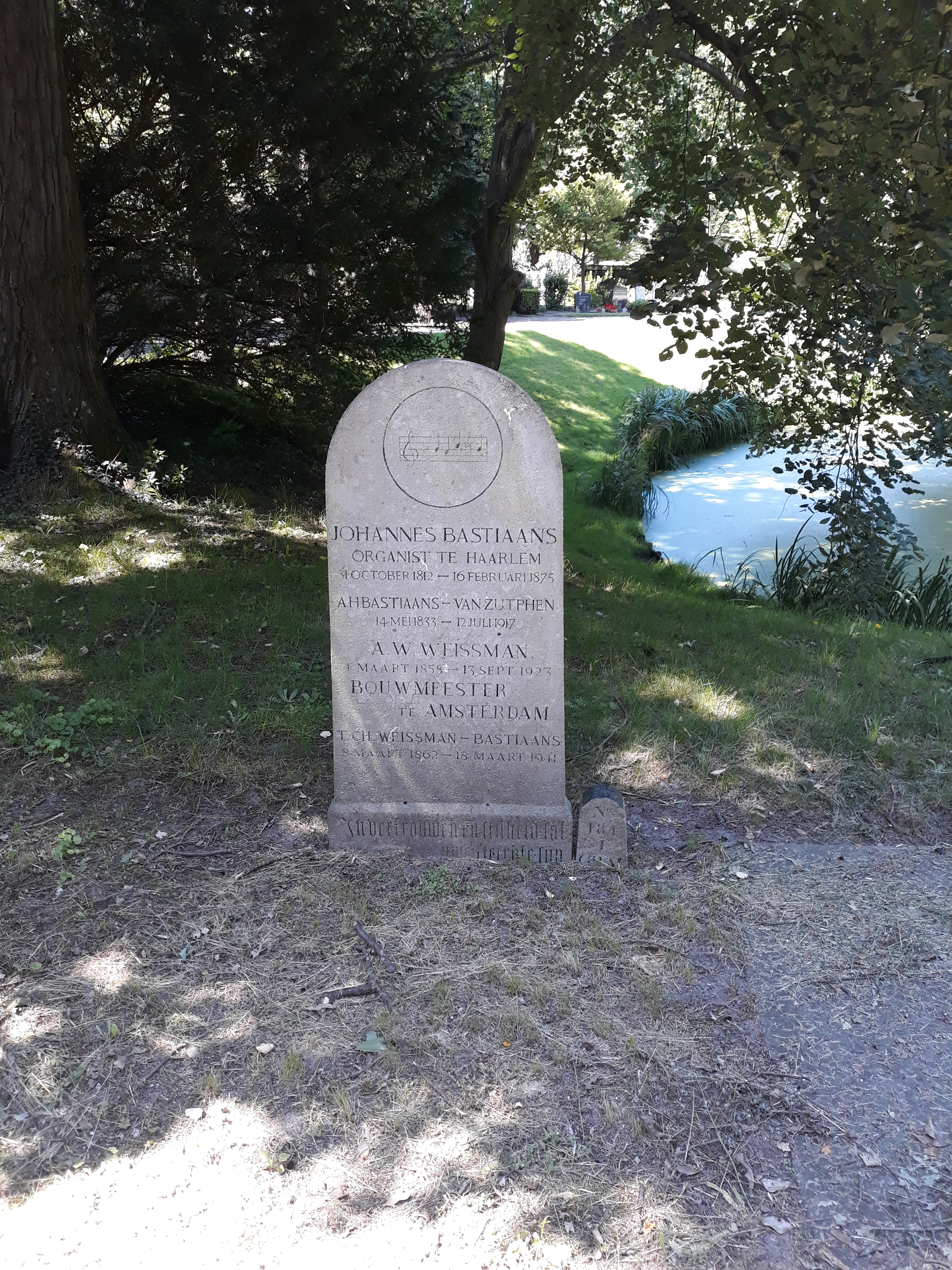
Het graf van Johannes Gijsbertus Bastiaans op de Algemene Begraafplaats Kleverlaan te Haarlem.

## Opleiding, carrière en muziek
Bastiaans kreeg vanaf zijn tiende orgelles in Deventer. Hij leerde voor horlogemaker en vestigde zich in Rotterdam. Daar maakte hij kennis met Carl Ferdinand Hommert, die hem liet kennismaken met de werken van Johann Sebastian Bach. Hij trok naar Duitsland, waar hij les kreeg van onder meer Felix Mendelssohn Bartholdy en F. Becker. In 1839 werd hij organist voor de doopsgezinde gemeente in Deventer. In 1840 werd hij organist aan de Zuiderkerk in Amsterdam en van 1858 tot 1875 was hij stadsorganist aan de Grote of Sint-Bavokerk en stadsbeiaardier in Haarlem.
Hij was een van de drijvende krachten achter de groeiende aandacht voor J.S. Bach in Nederland. Bastiaans heeft verschillende koralen en werken voor orgel en piano geschreven. Ook heeft hij verschillende melodieën geschreven voor de Vervolgbundel op de Evangelische Gezangen. In het Liedboek voor de Kerken zijn 9 liederen van melodieën van hem voorzien. Een bekend voorbeeld daarvan is De Heer is mijn Herder dat in bovengenoemde vervolgbundel als Lied van de Goede Herder was opgenomen. De tekst van dit lied is geschreven door Jan Jakob Lodewijk ten Kate.
Ook enkele kinderliedjes uit het liedboek Kinderliederen van J.P. Heije (1843) werden door Bastiaans getoonzet, waaronder het liedje 'Tusschen Keulen en Parijs / Leît de weg naar Rome'.

## Familie
Bastiaans was afkomstig uit een koopmansgezin. Hij huwde eerst Margaretha Anna Elizabeth Brinck en na haar overlijden Alberdina Helena van Zutphen. Van zijn kinderen
- werd Maria Bastiaans organiste te Steenwijk en huwde met Carel Frederik Cordes
- woonde Adèle Sophia Constantia Bastiaans (1850-1933) enige tijd aan de Haagse Sweelinckstraat, genoemd naar organist Jan Pieterszoon Sweelinck
- huwde Anna Laura Julia Bastiaans met fotograaf Louis Johan Cordes (broer en medefirmant van Carl Frederik Cordes)
- werd Johannes Bastiaans organist te Haarlem
- werd Clara Bastiaans organiste te Oisterwijk
- werd Tonia Bastiaans (van zijn tweede vrouw) zangeres, pianiste, huwde Adriaan Willem Weissman.

Achternicht Anna van Otterbeek Bastiaans was alt.

## Leraar
Bastiaans was leraar van Wilhelmus Anthonius Smit, de organist van meerdere Amsterdamse kerken.